# روبيرفال (كيبك)
روبيرفال، كيبك (بالإنجليزية: Roberval) هي مدينة كندية تقع في مقاطعة كيبك. تبلغ مساحة هذه المدينة 152.9928 (كم²)، ويبلغ عدد سكانها 10544 نسمة حسب إحصاء سنة 2006 م، بينما كان يسكنها 10906 نسمة في سنة 2001 م. تحتل هذه المدينة المرتبة رقم 359 بين مدن كندا حسب عدد السكان والمرتبة رقم 89 في المقاطعة. النمو سكاني في هذه المدينة يقدر بـ(-3.3).

## أعلام
- ميشيل غانيه
- برنارد لورد
- أوريليان جيل
- جيمس ستانلي سكوت

## وصلات خارجية
- الأطلس الحكومي لكندا
- إحصاءات كندا مع ساعة تعداد السكان نسخة محفوظة 23 مارس 2008 على موقع واي باك مشين.